# 瑞士共产党
瑞士共产党（德语：Kommunistische Partei der Schweiz；法语：Parti communiste suisse；意大利语：Partito Comunista Svizzero）是瑞士的一个已不存在的共产主义政党。该党成立于1921年3月成立，并加入了共产国际。1930年代，该党实行左翼人民联盟政策，进行反法西斯斗争。不過該黨被瑞士各州取締。1940年，该党又被瑞士联邦委员会取締，於是該黨转入地下。 该党建党之初走社会民主路线路线，1920年代末期逐渐倾向苏联。瑞士共产党为共产国际提供了许多干部。该党在瑞士一直处于边缘化的状态。1944年，该党与瑞士社会主义联合会合并为瑞士劳动党。